# كريستينا سميث
كريستينا سميث (بالإنجليزية: Christina Smith)‏ هي فنانة مكياج أمريكية، ولدت في 10 مايو 1945 في نيويورك في الولايات المتحدة.

## وصلات خارجية
- كريستينا سميث على موقع IMDb (الإنجليزية)
- كريستينا سميث على موقع قاعدة بيانات الفيلم (الإنجليزية)